# Кутелів
Ку́телів (до 1967 року — Кутелів Хутір) — село в Україні, у Миронівській міській громаді Обухівського району Київської області. До 2020 року Кутелів разом з селами Салів та Козин підпорядковувалися Козинській сільській раді, а нині ці села у складі Козинського старостинського округу. Населення становить 15 осіб.

## Географія
Селом Кутелів розташоване за 117 км від обласного центру, 73 км від районного центру та 14 км від адміністративного центру міської громади. За 14 км знаходиться найближча залізнична станція Миронівка.

## Населення
У 1923 році кількість населення становила 258 осіб. За даними всеукраїнського перепису населення 2001 року у селі мешкало 19 осіб, у 2010 році — 18 осіб, нині — 15 осіб.
Мова
Розподіл населення за рідною мовою за даними перепису 2001 року був наступним:
| українська | 19 | 100,00 |

## Назва
Існує декілька версій походження назви села Кутелів. За однієї з версій, назва села походить від прізвища пана Кутіля, який там мешкав, а іншою версією — так звали першого поселенця. Існує також переказ розповідає про те, що нібито назву селу дав власник села граф Євстахій Янковський, поселивши тут людей з села Тулинці. У книзі Лаврентія Похилевича «Сказання про населені місцевості Київської губернії» знаходимо відомості про те, що «Тулинці у 1800 році подаровані Понятовським колишньому головноуправляючому маєтком Ячевському, який у 1845 році продав їх Євстахію Янковському». Резиденцією його маєтку було село Ходорів, до якого належали села Тулинці та Кутелів, тобто обидва села — власність одного пана, тому припущення про те, що сюди були заселені люди з Тулинців може бути вірним. 

## Історія
За легендою перші поселенці з'явилися на території села близько 1500 року. Спочатку село мало назву Кутелів Хутір. У 1569 році за умовами Люблінської унії хутір відійшов до Речі Посполитої. У 1648—1667 роках хутір належав до Гетьманщини, а за Андрусівським сепаратним перемир'ям 1667 року знову відійшов до Речі Посполитої, де й залишився до другого поділу Польщі у 1793 році.
Станом на 1833 рік Кутелів належав до Російської імперії. Згадку про село знаходимо у книзі «Сказання про населені місцевості Київської губернії» Лаврентія Похилевича за 1864 рік: «До Козинської парафії (церква Архістратига Михайла с. Козин) зараховано село Кутелів при струмку Потоку, що лежить в 3-х верстах вище Козина. Воно належить до Ходорівського маєтку графа Владислава Янковського. Жителів обох статей 154. До 1790 року до цієї парафії належало і село Ємчиха».
У XIX столітті у Кутелів Хутір був приписаний до парафії церкви Архістратига Михайла у Козині та належав до Канівського повіту Київської губернії.
На початку XX століття у селі працював вітряний млин, що належав Івану Боженку. Млин був побудований ще за панських часів. Для його будівництва з з-за кордону був привезений камінь. Тривалий час млин та місце біля нього називали «Вітряк Івана Боженка».
Після першої світової війни та жовтневого перевороту 1917 року в Козині у 1922 році було організовано перші сільськогосподарські об'єднання. Кутелів Хутір входив до кущового бурякового виробничого товариства сіл Козин, Маслівка, Салів.
Постановою Всеукраїнського Центрального Виконавчого Комітету від 7 березня 1923 року «Про адміністративно-територіальний поділ» було утворено Миронівський район, як складову частину Корсунської округи. Сюди входила Козинська волость, у складі якої була й новоутворена Кутелівська сільська рада, яка проіснувала до наступного реформування адміністративно-територіального устрою у 1925 році.
Взимку 1924 року було створено кооперативне об'єднання по спільній обробці землі. У жовтні 1924 року у Козині на площі перед школою відбулася перша районна сільськогосподарська виставка, на якій люди вперше спостерігали оранку земельного масиву біля школи броньованим трактором «Фордзон».
У 1931—1935 роках село Кутелів Хутір вже належало до Богуславського району. У 1932 році на території села створений колгосп «1 Травня». Першим головою був Чокот Яків Якович (1887—1943). Мешканці села Кутелів постраждали від Голодомору 1932—1933 років. У 1932 році у Кутелеві голоду не було, бо голова колгоспу розпорядився двічі на день давати їжу всім жителям села, які приходили до кухні. Голод розпочався на початку 1933 року, коли колгоспні комори опустіли. В колгоспі тим, хто працював, давали їжу двічі на день, а з початком 1933 року перестали. За офіційними даними під час голодомору у селах Козин та Салів були зафіксовані випадки канібалізму, а у Кутелеві таких випадків не було виявлено.
На початку німецько-радянської війни оборонні бої за села вели 199-а стрілецька, 34-а кавалерійська, 12-а танкова дивізії та бронепоїзд № 56. Кутелів був окупований 10 серпня 1941 року. З 1942 року на примусові роботи до Німеччини з села було вивезено 17 односельців, переважно молодих хлопців та дівчат. Кутелів повернуто під радянську окупацію підрозділами 54-ого укріпрайону під командуванням генерал-майора Михайла Карначова 31 січня 1944 року. За бойові заслуги у німецько-радянській війні односельці-учасники війни нагороджено орденами та медалями. З війни не повернулися 30 мешканців Кутелева. В пам'ять про загиблих односельців та радянських вояків на братській могилі у  центрі села встановлений пам'ятник.
У повоєнні роки у селі функціював колгосп імені Фрунзе, головою якого до 1947 року був Моргун, а після нього господарство очолив І. С. Білокінь. По війні у селі відбудовували зруйноване господарство. Упродовж 1955—1956 років колгосп реорганізували і на його базі було створено колгосп імені Мічуріна з центральною садибою у Козині, до складу якого увійшли господарства сіл Козина, Кутелів Хутора та Салів Хутора. Однією з важливих умов полегшення праці колгоспників було використання електроенергії на виробничих процесах роботи в колгоспі. До 1957 року електроенергія була лише в центральному господарстві. У Кутелів Хуторі електролінію було проведено протягом літа 1965 року, а вже осінню у будинках жителів села з'явилося світло. 1957 року Київським обласним будівельно-монтажним управлінням проведено радіофікацію усіх будинків колгоспників на території сіл, що входили до складу колгоспу імені Мічуріна. До 1966 року у селі функціював фельдшерсько-акушерський пункт.
20 травня 1967 року рішенням виконавчого комітету Київської обласної ради депутатів трудящих № 402 «Про уточнення найменувань окремих населених пунктів області», відповідно до якого уточнено найменування деяких населених пунктів Київської області. Так, у Козинській сільраді Миронівського району село Кутелів Хутір уточнено, а фактично перейменоване на село Кутелів.
У 1973 році за сприяння другого секретаря Київського обкому КПУ Сущенка Андрія Севастяновича було заасфальтовано дорогу між селами Кутелів та Козин.
У 1977—1985 роках до села двічі на день здійснював рейс автобус сполученням «Миронівка-Кутелів».
Після 70 років російської окупації село Кутелів у складі України.

## Освіта
Перші сільські парафіяльні школи на території Миронівщини з'явилися у 1846 році. Відкривали їх здебільшого священики. Навчання здійснював дяк під наглядом священика. Вивчали азбуку, Закон Божий, Псалтир, опановували церковне та світське читання, співи, Буквар, Часослов і арифметику. Першою школою села Козин була церковнопарафіяльна школа, відкрита у 1860 році парохом Свято-Михайлівського храму о. Павлом Дерев'ященком, якого також був приписаний Хутір Кутелів. 1895 року у Кутелеві було відкрито церковнопарафіяльну школу грамоти. Нею завідували козинські священики та церковнослужителі. Серед завідувачів відзначають о. Симеона Рябчинського, який був засновником школи і провадив енергійну освітню та благодійну діяльність на парафії. Як наслідок, він був нагороджений набедреником, скуфією (головний убір у вигляді шапки, зазвичай чорного або фіолетового кольору), рідкісним для священиків знаком Червоного хреста.
Школа у Кутелевому Хуторі мала окремий будинок, споруджений у 1890 році, в якій у 1899 році навчалося близько 20 дітей. Зошитів і олівців не було, писали грифелями на так званих графильних дошках.
Школа продовжувала існувати і в радянські часи. Вона була в хаті колишнього куркуля Дем'яна Куделі. Пізніше було збудовано нову школу, а у старій мешкали вчителі. Щодо роботи школи у той час, то у книзі «Заклади освіти Київщини» записано: «У звіті завідувача Миронівського РАЙВНО В. Л. Мазура за І півріччя 1940—1941 навчальних років відзначалося: успішність у районі зросла до 85,5 % (у І чверті — 80 %). Показника успішності вищого за середній по району досягли 9 шкіл району, серед них й Кутелів-Хутірська початкова школа — 90 % (директор Пікулик)».
Після закінчення 4 класів деякі учні продовжували навчання у Козинській школі, але більшість дітей батьки залишали вдома. У 1960-х роках при школах району створюються інтернати для учнів із віддалених населених пунктів. У 1967 році школу в Кутелеві закривають назавжди, а учні продовжують навчатися у Козинській середній школі.

## Пам'ятки, визначні місця
- Дерев'яний хрест на місці масового поховання жертв Голодомору 1932—1933 років, встановлений у 2007 році на сільському цвинтарі власним коштом Ю. М. Зорі[14].

## Відомі люди
- Бєгов Олексій Сергійович — російський художник-монументаліст. Виконавець монументальних розписів в капелі Святого Миколая (XVII століття), яка входить в архітектурний комплекс замку Шато де Жіль Вуазен у передмісті Парижу. Почесний член Російської академії мистецтв. Народився на Кутелів Хуторі[9]
- Сущенко Андрій Севастянович — український радянський партійний діяч, 2-й секретар Київського обкому КПУ. Народився на Кутелів Хуторі[9].